# Erateina albonulata
Erateina albonulata là một loài bướm đêm trong họ Geometridae.